# シッツァーノ
シッツァーノ（伊: Sizzano）は、イタリア共和国ピエモンテ州ノヴァーラ県にある、人口約1,400人の基礎自治体（コムーネ）。

## 地理

### 位置・広がり
| 隣接するコムーネは以下の通り。 - カルピニャーノ・セージア - カヴァーリオ・ダゴーニャ - ファーラ・ノヴァレーゼ - ゲンメ |